# National Board of Review Award alla miglior sceneggiatura
Il National Board of Review Award alla miglior sceneggiatura (National Board of Review Award for Best Screenplay) è un premio assegnato episodicamente dal 1945 al 2002 dai membri del National Board of Review of Motion Pictures alla miglior sceneggiatura di un film distribuito negli Stati Uniti nel corso dell'anno.
Dal 2003 è stato sostituito da due premi distinti, alla miglior sceneggiatura originale e alla miglior sceneggiatura non originale.

## Albo d'oro

### Anni 1940
- 1948: John Huston (Il tesoro della Sierra Madre)
- 1949: Graham Greene (Idolo infranto)

### Anni 1950
- 1951: T.E.B. Clarke (L'incredibile avventura di Mr. Holland)

### Anni 1990
- 1990 - 1994: non assegnato
- 1995: Emma Thompson (Ragione e sentimento)
- 1996 - 1997: non assegnato
- 1998: Scott B. Smith (Soldi sporchi)
- 1999: John Irving (Le regole della casa del sidro)

### Anni 2000
- 2000: Ted Tally (Passione ribelle)
- 2001: Rob Festinger e Todd Field (In the Bedroom)
- 2002: Charlie Kaufman (Il ladro di orchidee, Confessioni di una mente pericolosa e Human Nature)